# Drupadia archbaldi
Drupadia archbaldi är en fjärilsart som beskrevs av Evans 1932. Drupadia archbaldi ingår i släktet Drupadia och familjen juvelvingar. Inga underarter finns listade i Catalogue of Life.